# The Light at the Edge of the World
The Light at the Edge of the World (en España, La luz del fin del mundo; en México y en Venezuela, El faro del fin del mundo) es una película dirigida por Kevin Billington y basada en la novela El faro del fin del mundo, de Julio Verne. 
Los exteriores fueron rodados en España, en el cabo de Creus, en la Costa Brava, a pocos km de Cadaqués. En el extremo del cabo, más allá del faro, fue construida una torre que tenía que representar el faro llamado del Fin del Mundo, en el este de la Tierra del Fuego (Argentina), inspiración de la novela, y que fue demolida hace pocos años para restituir al paisaje su aspecto original. 
Sin embargo, la torre del de la película difiere del original faro de San Juan de Salvamento (conocido coloquialmente como faro del fin del mundo), ya que aquel era en realidad una estructura de madera relativamente baja.

## Argumento

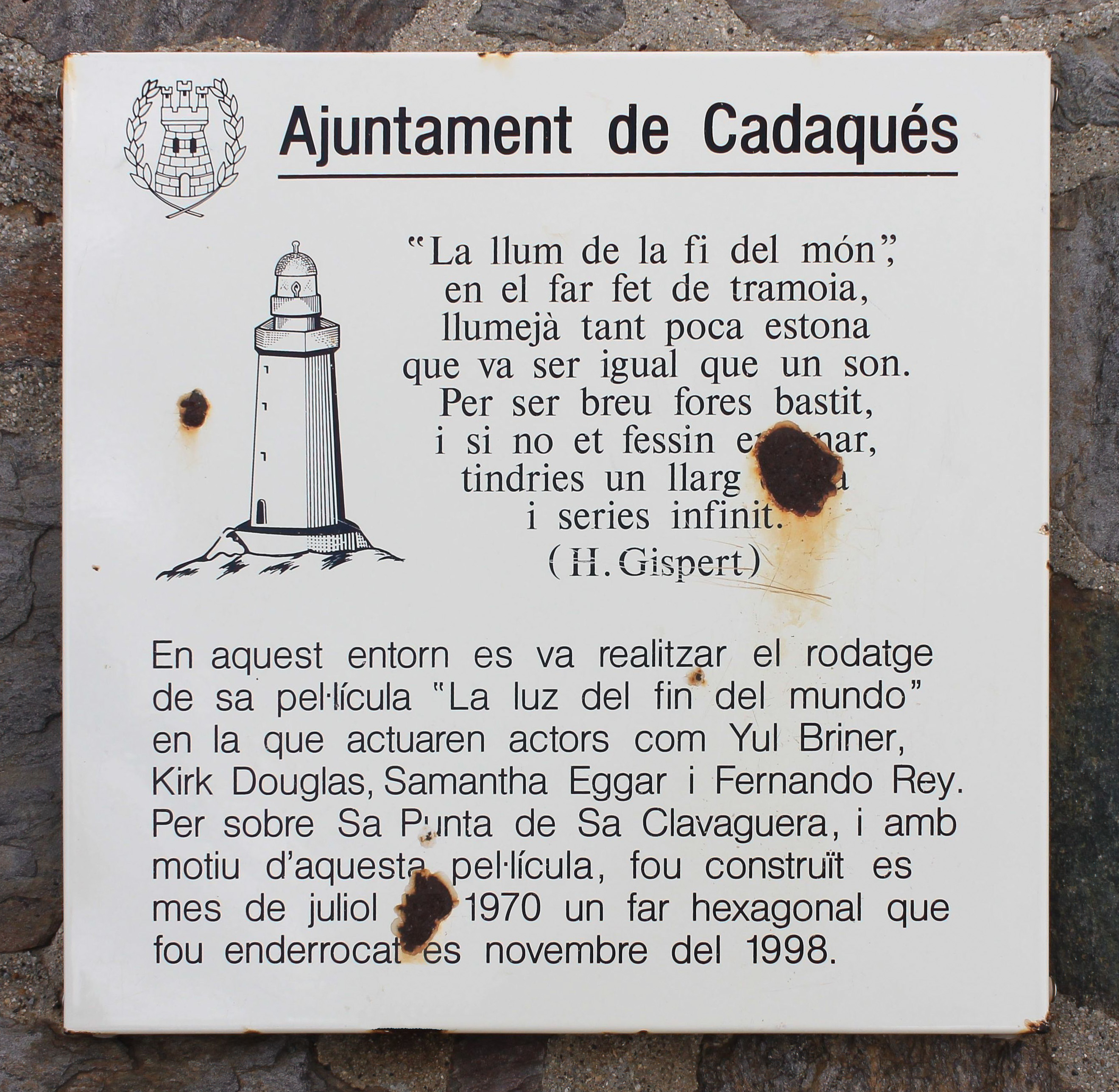
Cartel conmemorativo, con cita en catalán normativo y noticia en catalán salat del rodaje de la película.

Unos piratas a las órdenes de Kongre (Yul Brynner) asaltan un faro situado en una isla rocosa y matan a todos los empleados, excepto uno, Will Denton (Kirk Douglas), que logra escapar. Su plan consiste en apagar la luz del faro y esperar que algún barco naufrague para hacerse con el botín. Denton intenta impedir que los piratas sigan adelante con su plan. Un barco ya encalló y Arabella (Samantha Eggar), una joven que logró sobrevivir a la matanza de los piratas, quiere ayudar también a acabar con ellos.

## Reparto
- Kirk Douglas como Will Denton
- Yul Brynner como Jonathan Kongre
- Samantha Eggar como Arabella
- Jean-Claude Drouot como Virgilio
- Fernando Rey como Capitán Moriz
- Renato Salvatori como Montefiore
- Massimo Ranieri como Felipe
- Aldo Sambrell como Tarcante
- Tito García como Emilio
- Víctor Israel como Das Mortes